# Rénelle Lamote
Rénelle Lamote (Coulommiers, 26 dicembre 1993) è una mezzofondista francese.

## Palmarès
| Anno | Manifestazione  | Sede           | Evento          | Risultato  | Prestazione | Note             |
| ---- | --------------- | -------------- | --------------- | ---------- | ----------- | ---------------- |
| 2012 | Mondiali U20    | Barcellona     | 800 m piani     | Semifinale | 2'05"83     |                  |
| 2013 | Europei U23     | Tampere        | 800 m piani     | Batteria   | 2'07"63     |                  |
| 2014 | World Relays    | Nassau         | 4×800 m         | 6ª         | 8'17"54     | Record nazionale |
| 2014 | Europei         | Zurigo         | 800 m piani     | Semifinale | 2'03"90     |                  |
| 2015 | Europei indoor  | Praga          | 800 m piani     | Semifinale | 2'09"06     |                  |
| 2015 | World Relays    | Nassau         | Staffetta mista | 6ª         | 11'06"33    |                  |
| 2015 | Europei U23     | Tallinn        | 800 m piani     | Oro        | 2'00"19     |                  |
| 2015 | Mondiali        | Pechino        | 800 m piani     | 8ª         | 1'59"70     |                  |
| 2016 | Europei         | Amsterdam      | 800 m piani     | Argento    | 2'00"19     |                  |
| 2016 | Giochi olimpici | Rio de Janeiro | 800 m piani     | Batteria   | 2'02"19     |                  |
| 2018 | Europei         | Berlino        | 800 m piani     | Argento    | 2'00"62     |                  |
| 2019 | Europei indoor  | Glasgow        | 800 m piani     | Argento    | 2'03"00     |                  |
| 2019 | Mondiali        | Doha           | 800 m piani     | Semifinale | 2'02"86     |                  |
| 2021 | Giochi olimpici | Tokyo          | 800 m piani     | Semifinale | 1'59"40     |                  |
| 2022 | Mondiali        | Eugene         | 800 m piani     | Semifinale | 2'00"86     |                  |
| 2022 | Europei         | Monaco         | 800 m piani     | Argento    | 1'59"49     |                  |
| 2023 | Mondiali        | Budapest       | 800 m piani     | Semifinale | 2'01"25     |                  |
| 2024 | Giochi olimpici | Parigi         | 800 m piani     | 5ª         | 1'58"19     |                  |